# Gand-Wevelgem 2013
La Gand-Wevelgem 2013, settantacinquesima edizione della corsa e valida come settima prova del circuito UCI World Tour 2013, si svolse il 24 marzo 2013 su un percorso totale di 190 km. Fu vinta dallo slovacco Peter Sagan, al traguardo con il tempo di 4h29'10" alla media di 42,35 km/h.
Al traguardo 70 ciclisti portarono a termine il percorso.

## Squadre partecipanti
| N.      | Cod. | Squadra                 |
| ------- | ---- | ----------------------- |
| 1-8     | OPQ  | Omega Pharma-Quickstep  |
| 11-18   | SKY  | Sky Procycling          |
| 21-28   | LTB  | Lotto-Belisol Team      |
| 31-38   | ALM  | AG2R La Mondiale        |
| 41-48   | AST  | Astana Pro Team         |
| 51-58   | BLA  | Blanco Pro Cycling Team |
| 61-68   | BMC  | BMC Racing Team         |
| 71-78   | CAN  | Cannondale Pro Cycling  |
| 81-88   | EUS  | Euskaltel-Euskadi       |
| 91-98   | FDJ  | FDJ                     |
| 101-108 | GRS  | Garmin-Sharp            |
| 111-118 | OGE  | Orica-GreenEDGE         |
| 121-128 | KAT  | Katusha Team            |

| N.      | Cod. | Squadra                     |
| ------- | ---- | --------------------------- |
| 131-138 | LAM  | Lampre-Merida               |
| 141-148 | MOV  | Movistar Team               |
| 151-158 | RLT  | RadioShack-Leopard          |
| 161-168 | ARG  | Team Argos-Shimano          |
| 171-178 | TST  | Team Saxo-Tinkoff           |
| 181-188 | VCD  | Vacansoleil-DCM             |
| 191-198 | TSV  | Topsport Vlaanderen-Baloise |
| 201-208 | CRE  | Crelan-Euphony              |
| 211-218 | AJW  | AccentJobs-Wanty            |
| 221-228 | COF  | Cofidis, Solutions Credits  |
| 231-238 | IAM  | IAM Cycling                 |
| 241-248 | EUC  | Team Europcar               |

## Ordine d'arrivo (Top 10)
| Pos. | Corridore           | Squadra        | Tempo    |
| ---- | ------------------- | -------------- | -------- |
| 1    | Peter Sagan         | Cannondale     | 4h29'10" |
| 2    | Borut Božič         | Astana         | a 23"    |
| 3    | Greg Van Avermaet   | BMC Racing     | s.t.     |
| 4    | Heinrich Haussler   | IAM Cycling    | s.t.     |
| 5    | Juan Antonio Flecha | Vacansoleil    | s.t.     |
| 6    | Matthieu Ladagnous  | FDJ            | s.t.     |
| 7    | Bernhard Eisel      | Sky Procycling | s.t.     |
| 8    | Stijn Vandenbergh   | Omega Pharma   | a 24"    |
| 9    | Jaroslav Popovyč    | RadioShack     | s.t.     |
| 10   | Andrey Amador       | Movistar Team  | s.t.     |